# Натуральні лади
Натуральні лади (від лат. natura — природа, єство) в радянському вченні про гармонію — діатонічні лади (ладові звукоряди), властиві традиційній і народній музиці. Термін запровадив 1937 року Ю. Тюлін, який запропонував замінити «церковні» лади «натуральними» на тій підставі, що «середньовічна музика лише використала досвід народної творчості та традиції грецьких позначень», тому такі лади зовсім не «церковні», а «природні». Тюлін також вважав, що «всі натуральні лади засновані на мажорі та мінорі», а їхні специфічні (тисячолітньої давності) структури розглядав як похідні від мажорного або мінорного звукорядів. У західному музикознавстві концепції «натуральних ладів» немає (звукоряди зазвичай описують у рамках концепції церковних ладів).

## Коротка характеристика
Найпоширеніше віднесення терміна «натуральні лади» до семи октавних діатонічних звукорядів, причому за традицією, що йде від європейської музичної науки XVI—XIX століть (у якій не було ніяких «натуральних ладів»), їм присвоюють етноніми і топоніми давньогрецьких видів октави (також «тонів»). У називанні ладових звукорядів народних пісень «іонійськими», «лідійськими» тощо не міститься натяків на який-небудь «античний генезис» цих пісень; прив'язка грецьких етнонімів, наприклад, до російської народної пісні (як, втім, і будь-якої іншої локальної традиції) — умовність, прийнята в музичній науці:

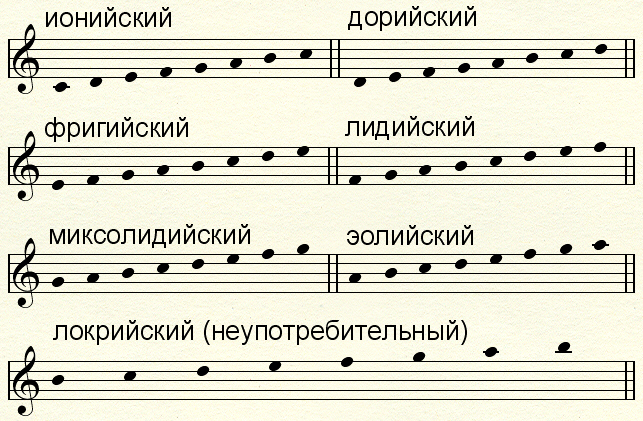

Ці та інші (наприклад, лідоміксолідійський, поширений у народній музиці Польщі та Молдови) натуральні лади — центральний елемент модальних систем на великому історичному та географічному просторі, від античності до сучасності та від Японії до Іспанії. Модальні тони натуральних ладів (наприклад, фригійська секунда, дорійська секста тощо) широко використовувалися як модалізми в тональній академічній музиці починаючи з XIX століття, особливо композиторами-романтиками, у XX столітті також джазовими та попмузикантами.
Звукоряди натуральних ладів не слід плутати з натуральним звукорядом.

## Історичний нарис
Термін «натуральні лади» використовував ще М. А. Римський-Корсаков у своєму підручнику гармонії (1886). Однак цей термін там означає зовсім інше, а саме натуральні мажор та мінор, яким автор протиставляє «штучні лади» (оригінальний термін), а саме гармонійний мажор і гармонійний мінор. Церковні лади в підручнику Римського-Корсакова зовсім не згадано.
У радянському викладанні гармонії концепцію натуральних ладів пов'язували з протиставленням «природної» (народної) та «професійної» гармонії. Від 1950-х років. у радянських підручниках елементарної теорії музики (Способіна, Вахромєєва, Фрідкіна) описувані лади стандартно названо «ладами народної музики» і (хибно) пояснено як похідні від мажора/мінора. Насправді традиційна і богослужбова музика (наприклад, індійська раґа, арабський макам, знаменний спів православних, григоріанські співи католиків), до яких застосовується поняття «натуральних» ладів — справжні професійні традиції і, навпаки, гармонія народної музики (наприклад, єврейських клезмерів або російських частівок) останніх двох століть багато чим завдячує «штучній» європейській тональності.